# Orahili (Namohalu Esiwa)
Orahili is een bestuurslaag in het regentschap Nias Utara van de provincie Noord-Sumatra, Indonesië. Orahili telt 1414 inwoners (volkstelling 2010).